# Szwedzki Ostrów
Szwedzki Ostrów (dodatkowa nazwa w j. kaszub. Szwédzczi Òstrów; niem. Schwetzki Ostrow) – mała osada kaszubska w Polsce położona w województwie pomorskim, w powiecie kościerskim, w gminie Lipusz na obrzeżach Wdzydzkiego Parku Krajobrazowego nad Wdą. Miejscowość wchodzi w skład sołectwa Lipuska Huta.
W latach 1975–1998 miejscowość administracyjnie należała do województwa gdańskiego.